# Izba

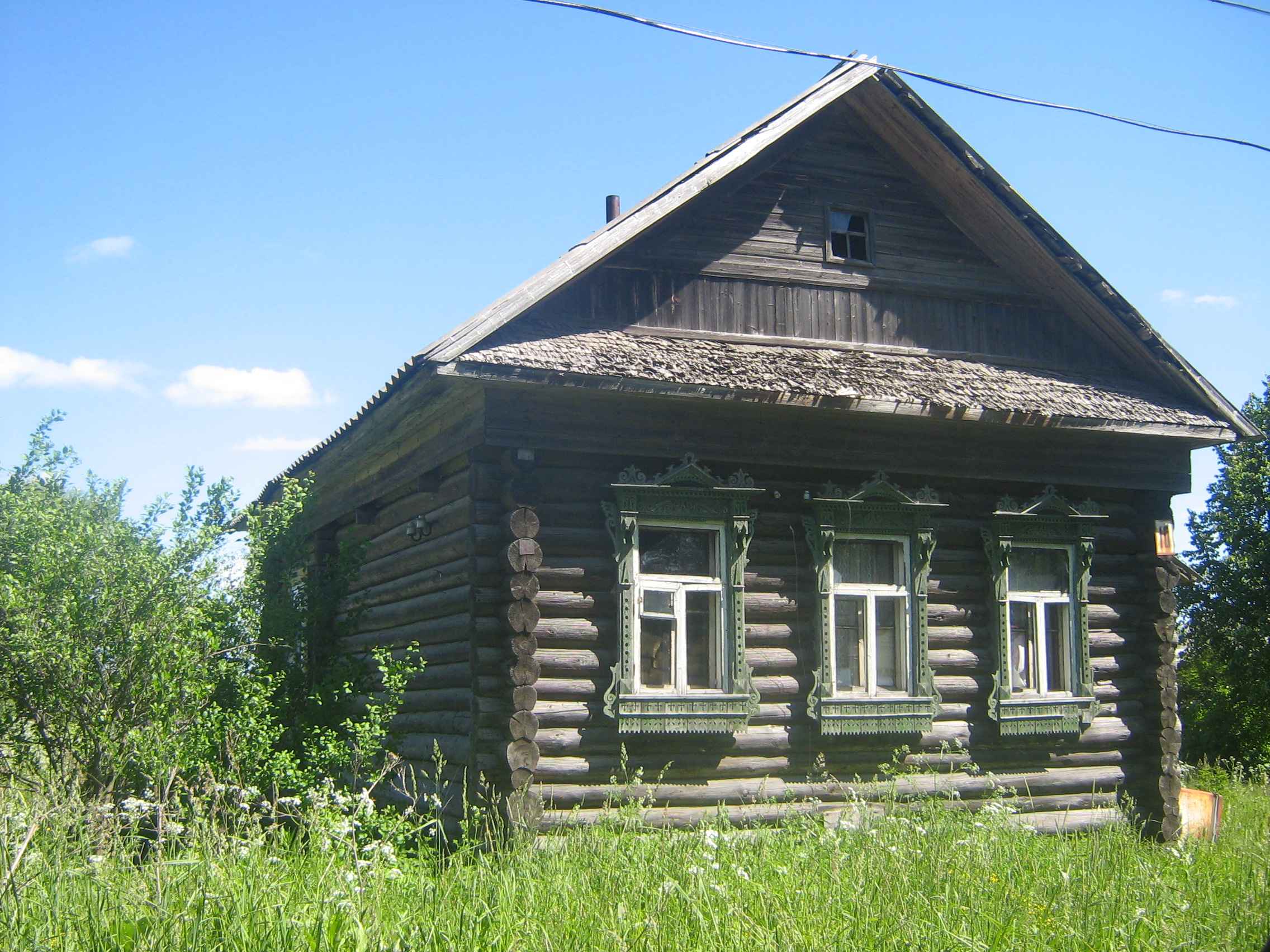
Izba in het dorpje Koesjalino in de oblast Tver

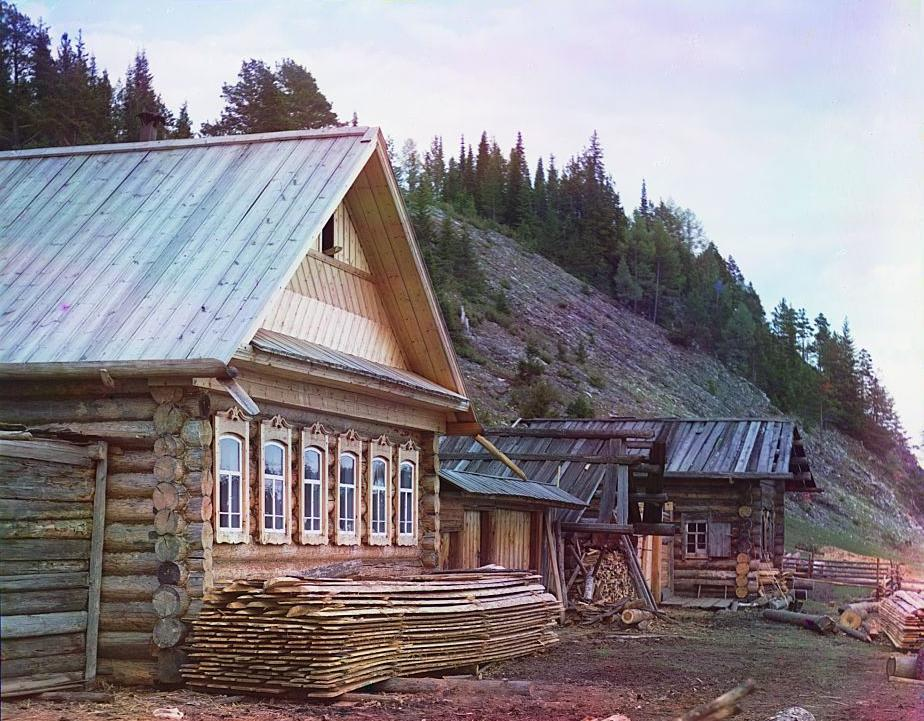
Vooraanzicht van een izba in het dorpje Martjanovo aan de Tsjoesovajarivier in 1912

Een izba (Russisch: Изба; Izba) is een typisch Russisch boerenhuis (boerderij), in vroeger tijden gebouwd volgens traditionele principes. Net als in de Scandinavische landen bepaalt het overvloedig aanwezige hout voor een groot deel het gezicht van de aanwezige architectuur. Deze izba's zijn materieel erfgoed, en zijn dientengevolge nog steeds op het platteland te zien. Meestal zijn de raamkozijnen en soms ook de dakranden van een izba voorzien van houtsnijwerk. 
Vanwege het vakkundige timmermanswerk met een bijl wordt er ook wel gesproken van het snijden in plaats van het bouwen van een izba.
De constructie van de gewone izba zat relatief eenvoudig in elkaar, waardoor hij binnen een paar weken gebouwd kon worden. Er bestonden verschillende technieken die gebruikt werden voor het bouwen van een izba. In het Russische noorden werd de izba zo gebouwd dat hij bescherming bood tegen de kou en de lange winters. Het vee verbleef in zulke izba's op de begane grond en het familieleven speelde zich op de verdieping daarboven af.
Hoewel de izba een belangrijke rol in de Russische nationale cultuur en folklore speelt en voorkomt in spreekwoorden, gezegden en Russische volksverhalen, zijn door de ontvolking van het platteland veel izba's ingestort en worden er tegenwoordig bijna alleen nog huizen gebouwd van witte baksteen.